# 탕플 탑

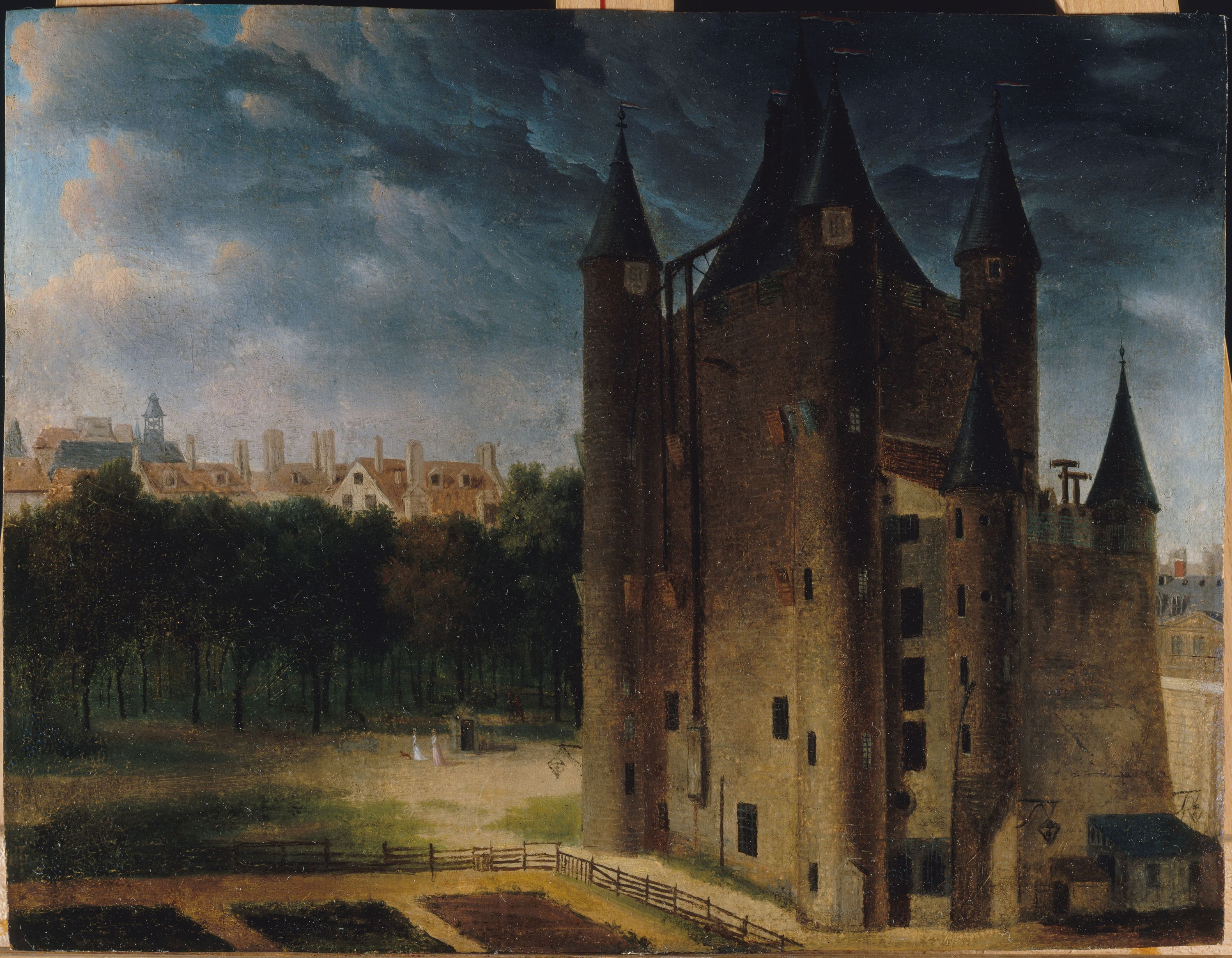
수도의 끝의 큰 탑 (1795）

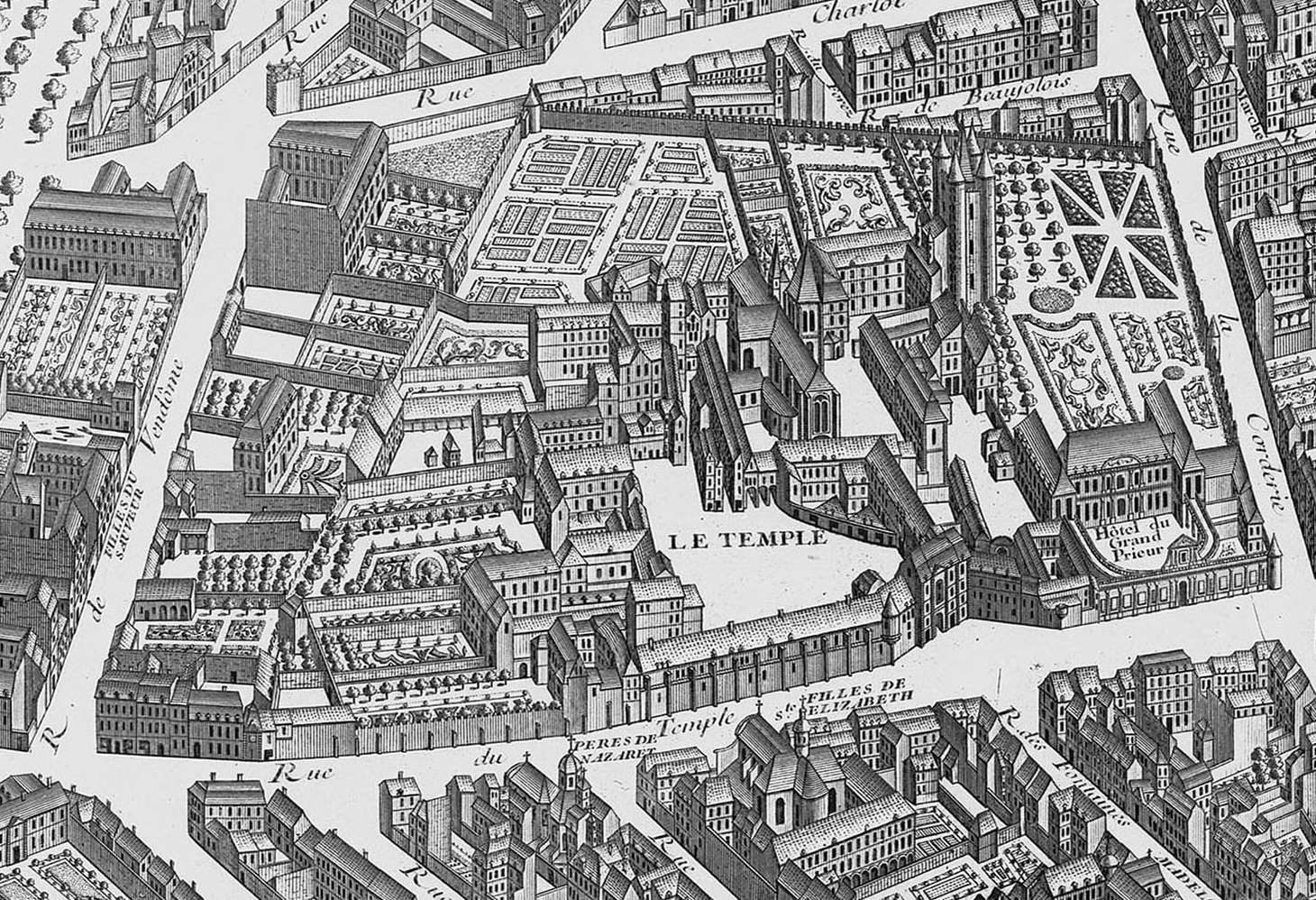
1734년의 탕플 탑

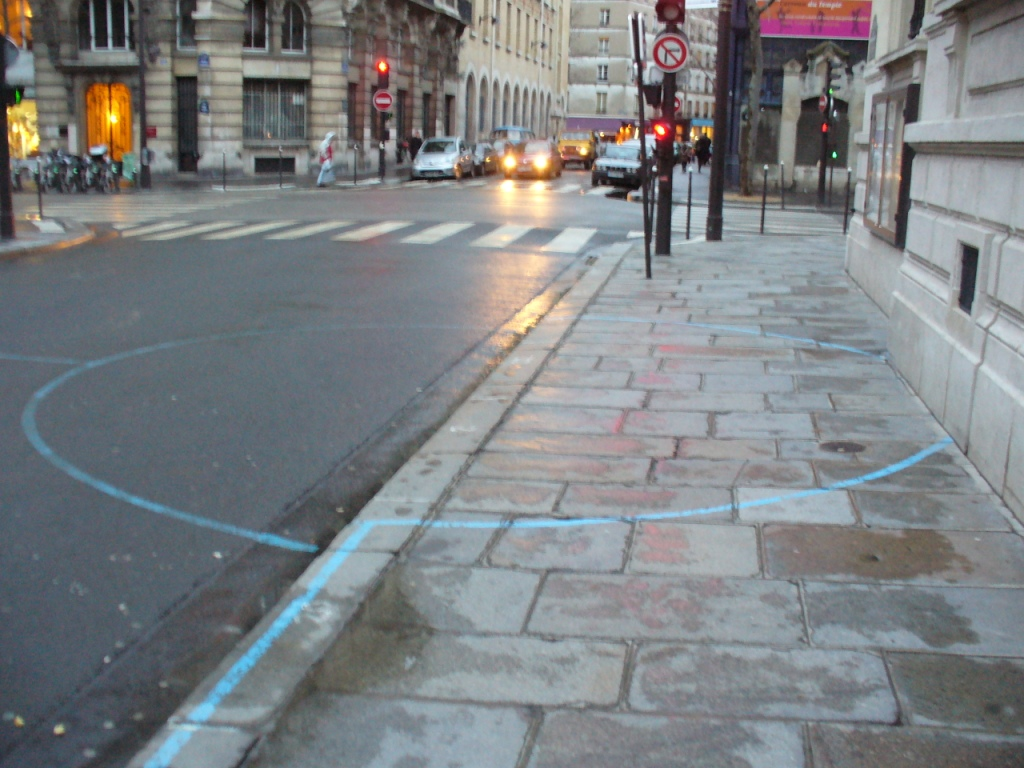
현재 남아있는 탕플탑의 흔적

탕플 탑(프랑스어: Tour du Temple)은 현재 프랑스 파리 3구에 있던 수도원이다. 여러 건물로 구성되어 있지만, 유달리 눈에 띄는 큰 탑이 있었기 때문에 “탑”으로 표현된다. 프랑스 혁명 이후에는 감옥으로 사용되었고 국왕 루이 16세 일가가 유폐된 곳이기도 하다.

## 개요
12세기 프랑스에서는 국왕을 능가하는 부자라고 알려진 템플 기사단(탕플 기사단)의 본거지였다. 1312년 템플 기사단이 폐지되면서 이 탑은 성 요한 자선 수도회가 사용하게 되었고, 1776년에 수도회의 대표가 된 앙굴렘 공작 루이 앙투안의 소유가 된다. 공작은 당시 한 살이었기 때문에, 아버지 아르투아 백작 샤를(후에 샤를 10세)가 처리했다. 바스티유 감옥이 완성될 때까지 감옥의 역할을 했던 적도 있다.
어렸을 때 마리 앙투아네트의 좋은 놀이 상대였던 아르투아 백작은 겨울에는 이 탑에 여러 번 놀러왔다고 전한다.
프랑스 혁명 후 수도회가 폐지되고 혁명 정부의 소유가 되었다. 바스티유 감옥은 해체되었지만, 뤽상부르 궁전 같은 시설과 함께 감옥으로 사용되었다. 이것은 파리의 전통적인 교도소가 포화상태에 있었기 때문이다. 탕플 타워는 출입구가 좁고, 경비가 쉽기 때문에 요인의 수감 장소로 이용되었다.
1792년 8월 10일 사건 이후, 의회는 뤽상부르 궁전에 수감할 것을 제안했지만, 봉기 코뮌은 루이 16세, 왕비 마리 앙투아네트, 마리 테레즈 공주, 루이 샤를 왕자, 엘리자베스 공주(국왕의 동생)를 탈출이 어려운 탕플 탑에 유폐시켰다. 그 때는 밖이 보이지 않도록 모든 창문을 두꺼운 천으로 덮고 있었다. 한때 이 타워에 수감된 랑발르 공작 부인의 목이 떨어진 때, 일부러 그것을 왕비로 보이기 위해 피복을 제거했다.
루이 샤를 왕자는 1795년에 탕플 타워의 한 방에서 사망했고, 이듬해 마리 테레즈 공주가 프랑스인 포로와 교환되어 오스트리아로 갔기 때문에 그 방은 그대로 이용되지 않고 방치되었다.
다른 유명한 포로로는 시드니 스미스 경 등이 있는데, 그는 이곳을 멋지게 탈출했다. 제정기, 나폴레옹 1세는 구시대의 이 타워를 기피해 1808년에 해체를 명령했다. 현재는 파리 3구청과 작은 공원이 있으며, 거리 이름을 제외하고는 당시의 탕플 탑의 흔은 남아있지 않다.